# Weeki Wachee
Weeki Wachee város az USA Florida államában, Hernando megyében. Lakosainak száma 16 fő (2020. április 1.).

## Népesség
A település népességének változása:

| 2000 | 12 |
| 2020 | 16 |